# La pareja borracha
La pareja borracha es una pintura de Jan Steen en el Rijksmuseum de Ámsterdam.

## Presentación
Representa a una mujer borracha que se ha quedado dormida tendida en un banco de madera. Con su mano derecha sostiene una pipa de barro. Su brazo izquierdo descansa sobre la rodilla del borracho a su lado. Sus medias rojas sugieren que es una prostituta. El hombre todavía está lleno de vida y sostiene con entusiasmo su copa dispuesto a llenarla. A la izquierda hay una cama caja y a la derecha una jarra de vino sobre un barril de madera, marcado con el escudo de armas de Leiden y con el bastón del borracho apoyado. Un gato está sentado en el suelo de espaldas al espectador, mirando a la mujer. Al fondo, antes de irse una mujer roba el abrigo del borracho, mientras dos músicos miran riéndose.

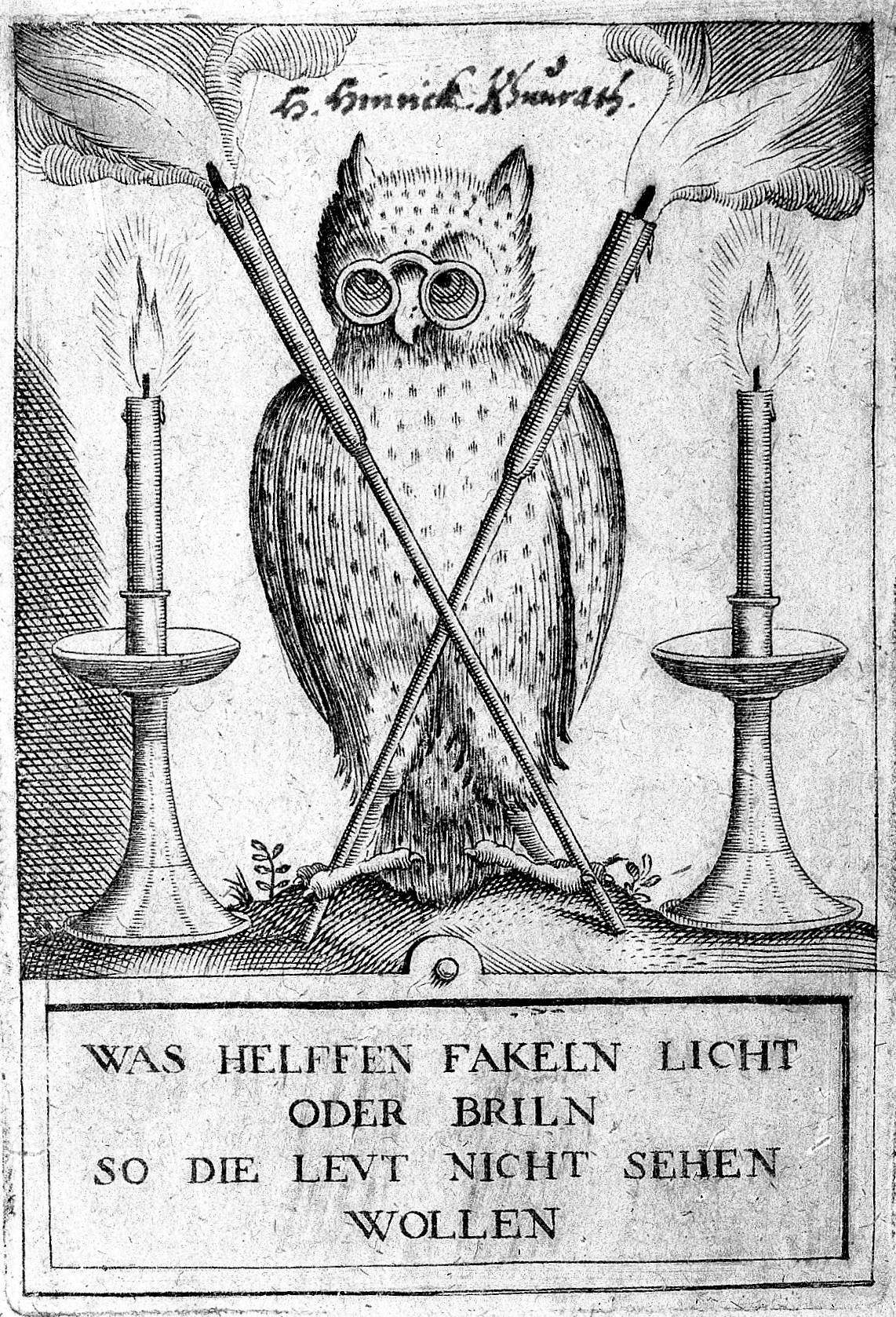
Anónimo. Was helfen Fakeln Light oder Briln, so die Levt nich sehen wollen. 1609.

Como es habitual en la obra del maestro, la pintura aparentemente cómica tiene una clara moraleja. El pintor critica no solo el abuso del alcohol, sino que también describe a los dos borrachos como gente estúpida. Esto se subraya aún más con una imagen, clavada en la partición de madera detrás. Muestra un búho con el texto a continuación:

"Wat Baeter kaers o Bril / Als den vÿl niet sien en wil (De qué sirven velas o gafas si el búho no quiere ver?"

El búho era creído popularmente un animal estúpido en el siglo XVII, porque supuestamente no podía ver nada durante el día, ni siquiera con velas o gafas. Este tipo de grabados circularon ampliamente en el siglo XVII con textos variados. Además, en holandés de alguien muy ebrio se decía que estaba "borracho como un búho".

## Origen
La obra procede de la colección del coleccionista holandés Adriaan van der Hoop. Tras su muerte en 1854, este último lo legó a la ciudad de Ámsterdam, que lo albergó por primera vez de 1855 a 1885 en el Museo Van der Hoop y el 30 de junio de 1885 lo cedió en calidad de préstamo al Rijksmuseum de Ámsterdam.